# Manuela Mitrea
Manuela Mitrea (n. 28 noiembrie 1963, București) este o politiciană română, fost membru al Parlamentului României.
Manuela Mitrea a fost aleasă ca deputat în circumscripția electorală nr. 27 Mehedinți pe listele Uniunii Naționale PSD+PUR și a fost validată la 17 decembrie 2004 prin HCD nr.36/2004. 
Manuela Mitrea face parte din grupul parlamentar al Partidului Social Democrat.
Este vicepreședintă în Comisia pentru politică externă (Comisie permanentă).
În cadrul activității sale parlamentare, Manuela Mitreea a fost membru în următoarele grupuri parlamentare de prietenie:
- în legislatura 2000-2004: Statul Plurinațional Bolivia, Republica Franceză-Adunarea Națională, Republica Coasta de Fildeș;
- în legislatura 2004-2008: Ungaria, Republica Cehă, Republica Finlanda;
- în legislatura 2012-2016: Republica Argentina, Republica Austria, Regatul Hașemit al Iordaniei.